# Karl Vornehm
Karl Vornehm (* 16. Mai 1893 in Linz; † 17. Mai 1982 in Bad Ischl) war ein österreichischer Architekt und Steinmetzmeister.

## Leben und Wirken
Vornehm war 1912 bis 1914 Schüler von Otto Wagner. Er besuchte die Malschule von Matthias May, war ab den 1920er-Jahren Mitglied der Künstlervereinigung MAERZ und ab 1954 deren Präsident. Seine Mitgliedschaft beim Oberösterreichischen Musealverein, Gesellschaft für Landeskunde begann 1919.
Er übte seinen Beruf als Architekt im Wesentlichen nur bei der Errichtung seines eigenen Hauses aus, da er die Nachfolge seines Vaters bei der Leitung des familieneigenen Steinbruches antreten musste.

## Werke

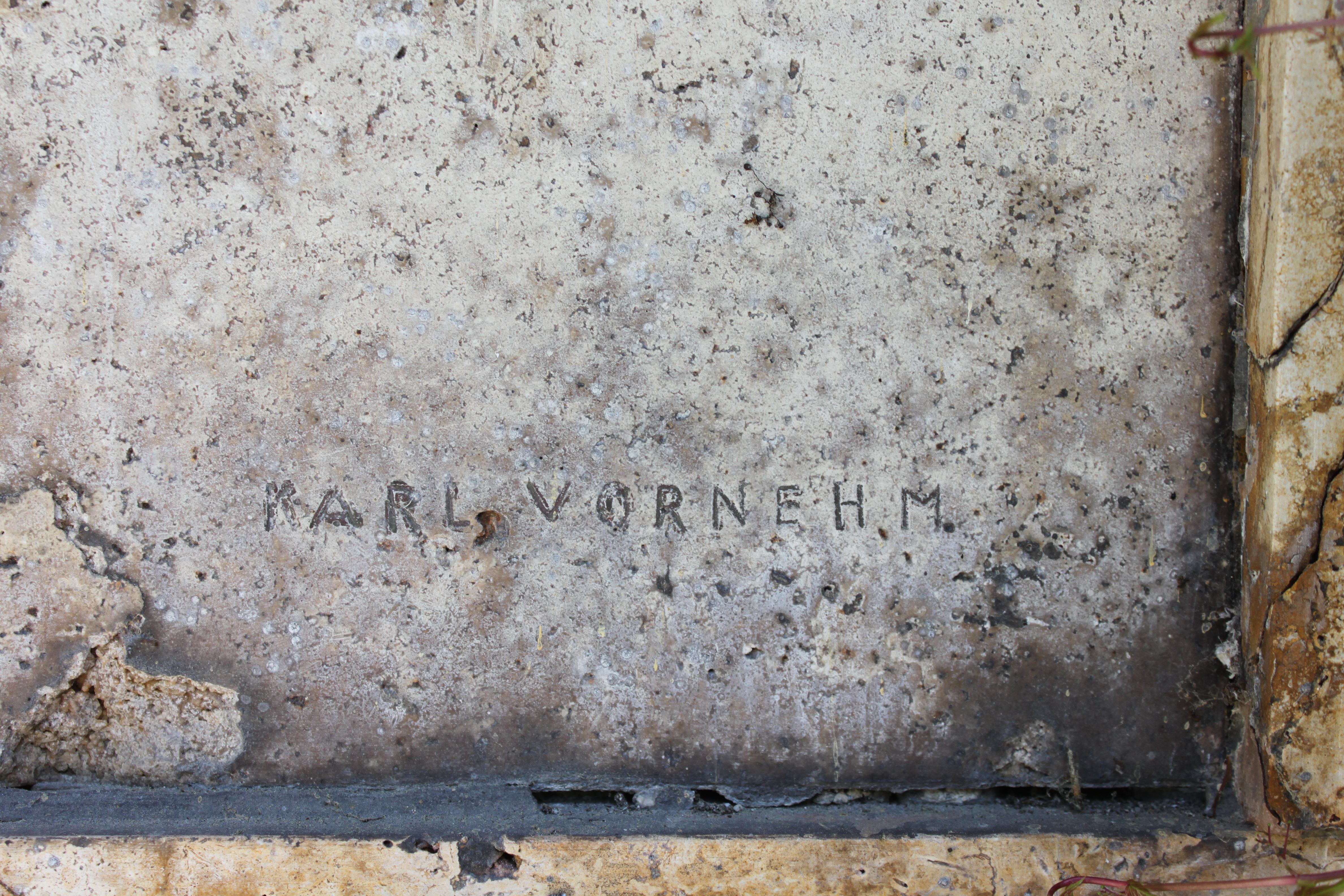
Detail der Ludwig-Hatschek Gedenknische in Linz (Signatur von Karl Vornehm)

1926 war er mit der Umgestaltung des heute denkmalgeschützten Wohn- und Geschäftshauses in Linz, Landstraße 58 beschäftigt, wobei die Umbauten in der damaligen Form nicht mehr erhalten sind.
Er schuf eine Reihe von Gedenkstätten und Gedenktafeln u. a. für Edward Samhaber (1927), für Ludwig Hatschek (1928), für die Opfer des Zweiten Weltkrieges auf dem Stadtfriedhof St. Martin/Traun (1948). 1947 gestaltete eine einfache Altarmensa in der Linzer Martinskirche.
1955 zeigte Vornehm die Ergebnisse eigener Forschungen großen Ausstellungssaal des Schlossmuseum Linz unter dem Titel Proportionsstudien an Bauten und Bildern von der Antike bis zur Gegenwart.